# Otěšice
Obec Otěšice (též Vojtěšice tzv. Útěšice, německy Adalbertsdorf) se nachází v okrese Plzeň-jih, kraj Plzeňský. Žije zde 147 obyvatel.

## Historie
První písemná zmínka o obci pochází z roku 1227.

## Galerie

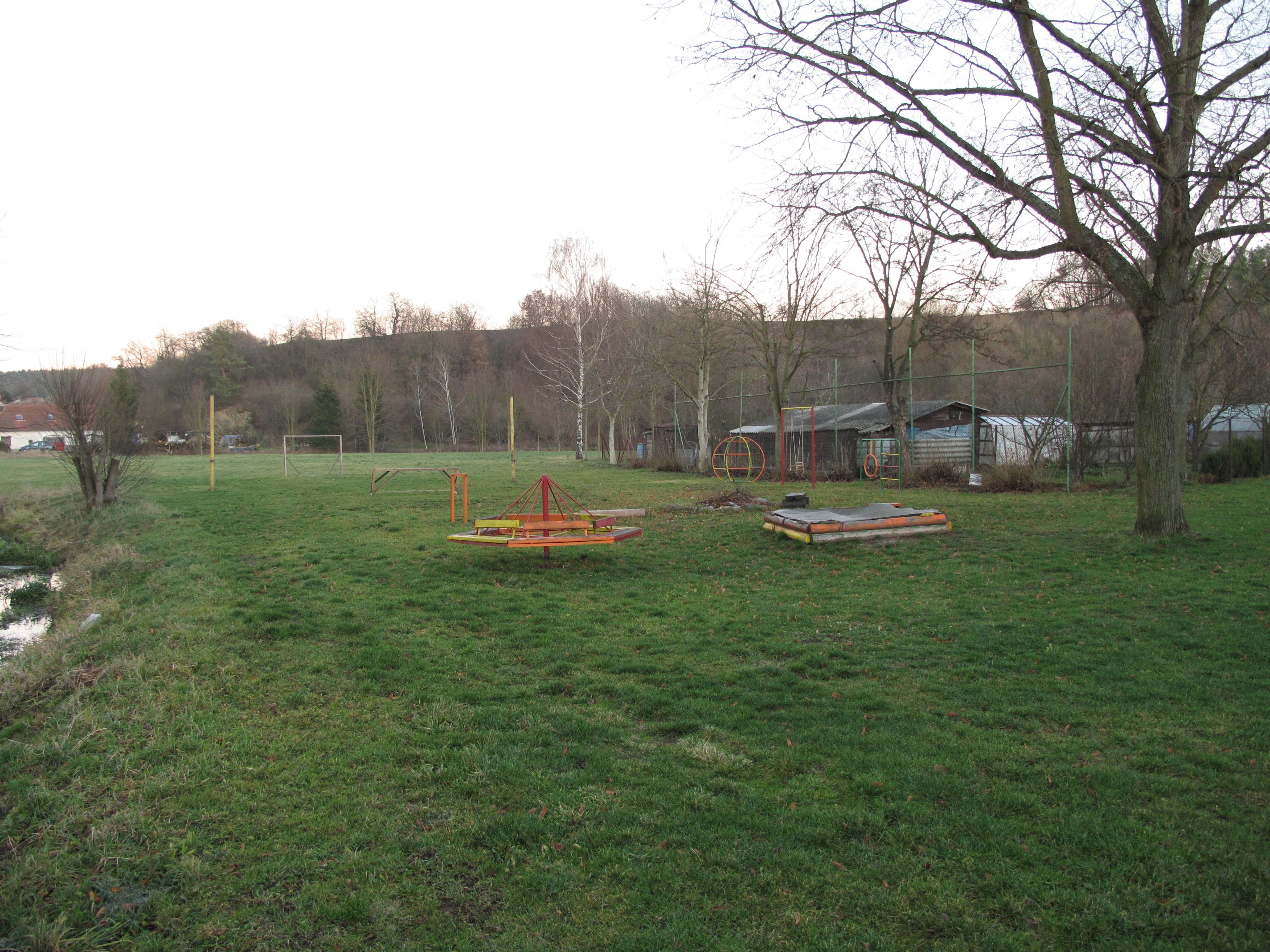
Hřiště
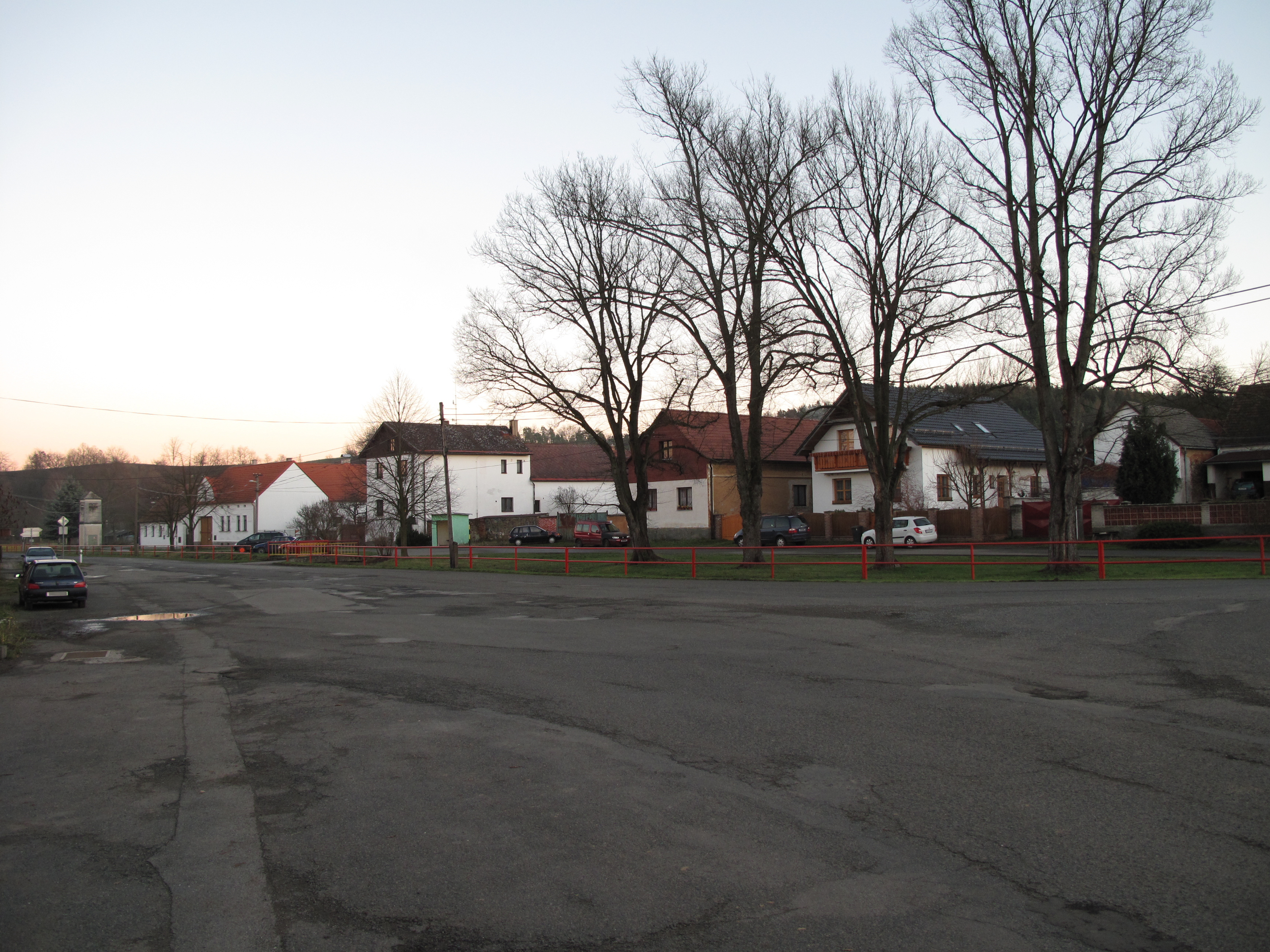
Náves
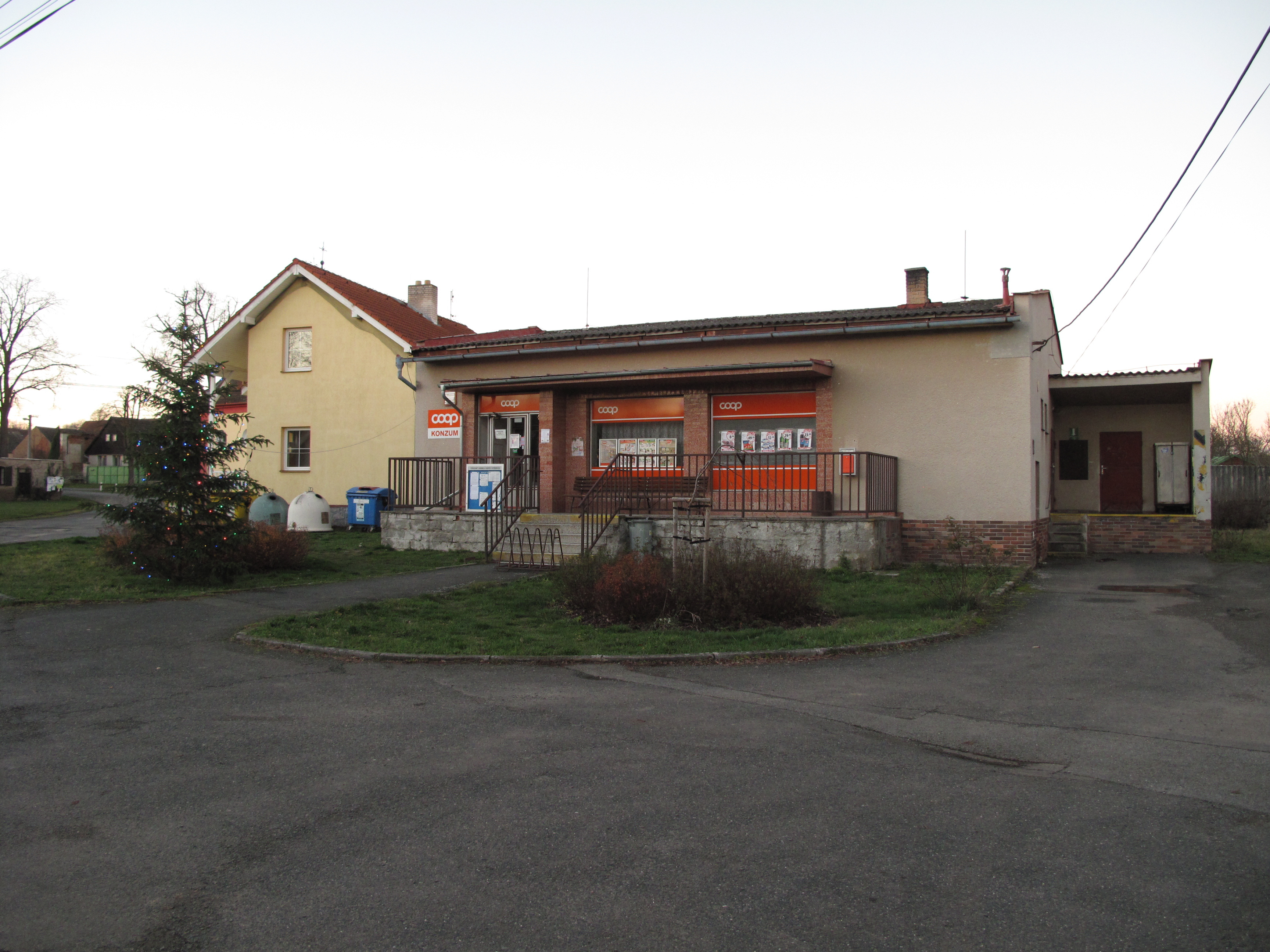
Obchod
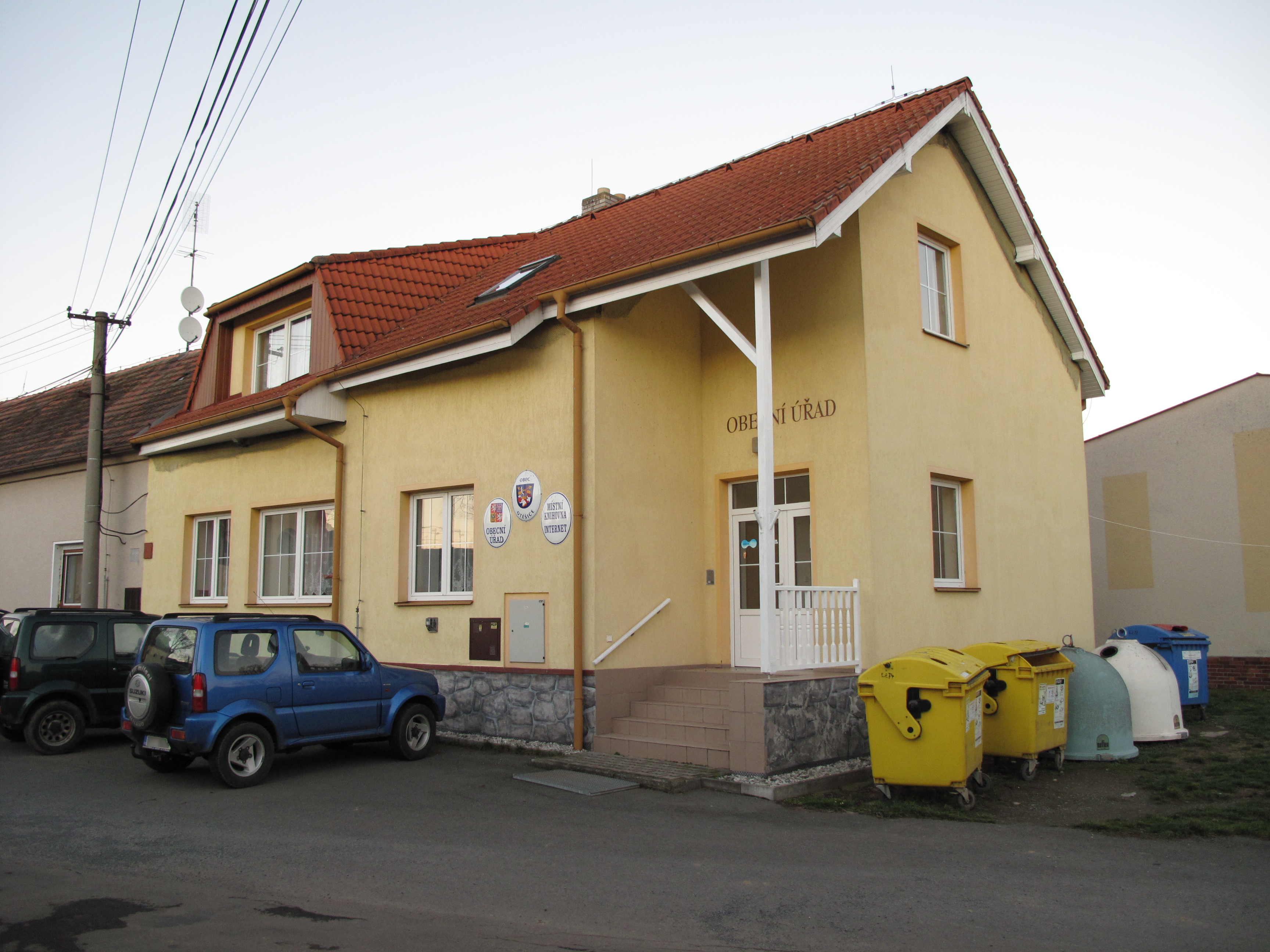
Obecní úřad